# Коссов Антон Архипович
Антон Архипович Коссов (Косов) (1882, Російська імперія — ?) — радянський діяч. Член ВЦВК. Член Центральної контрольної комісії ВКП(б) у 1925—1927 роках. 

## Життєпис
До 1917 року працював чорноробом.
Член РСДРП(б) з квітня 1917 року.
Учасник громадянської війни в Росії. Працював на радянській роботі
На 1925—1927 роки — завідувач Новозибківського повітового комітету селян, секретар партійного осередку виконавчого комітету Новозибківської повітової ради Гомельської губернії Білоруської СРР (з 1926 року — Брянської губернії РРФСР). Обирався членом Новозибківської повітової контрольної комісії ВКП(б) — робітничо-селянської інспекції.
Подальша доля невідома.